# Revolutiejaar 1830

De Julirevolutie in Parijs, schilderij van Eugène Delacroix

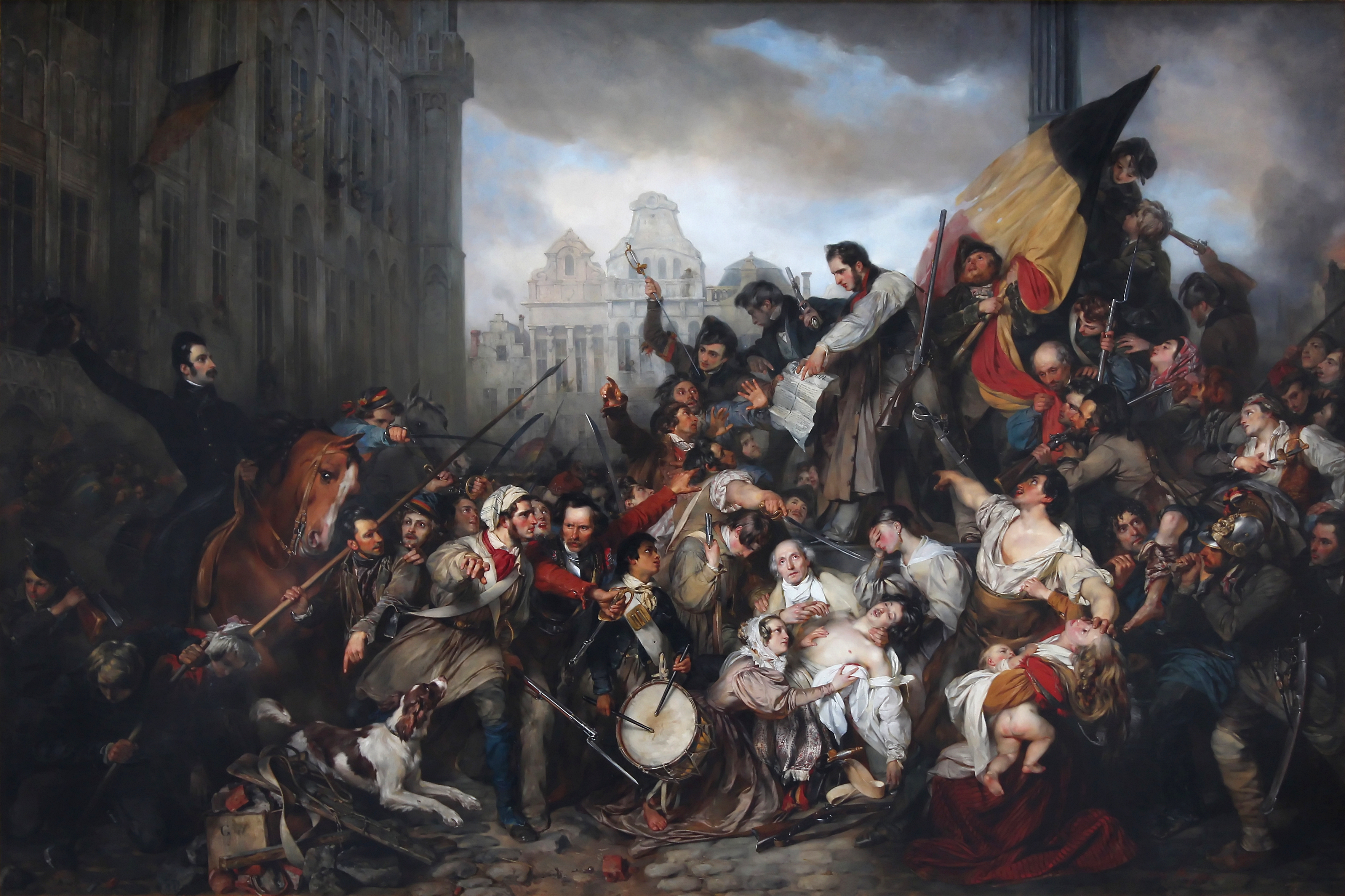
Tafereel van de Septemberdagen 1830 op de Grote Markt te Brussel, Gustaaf Wappers, 1835

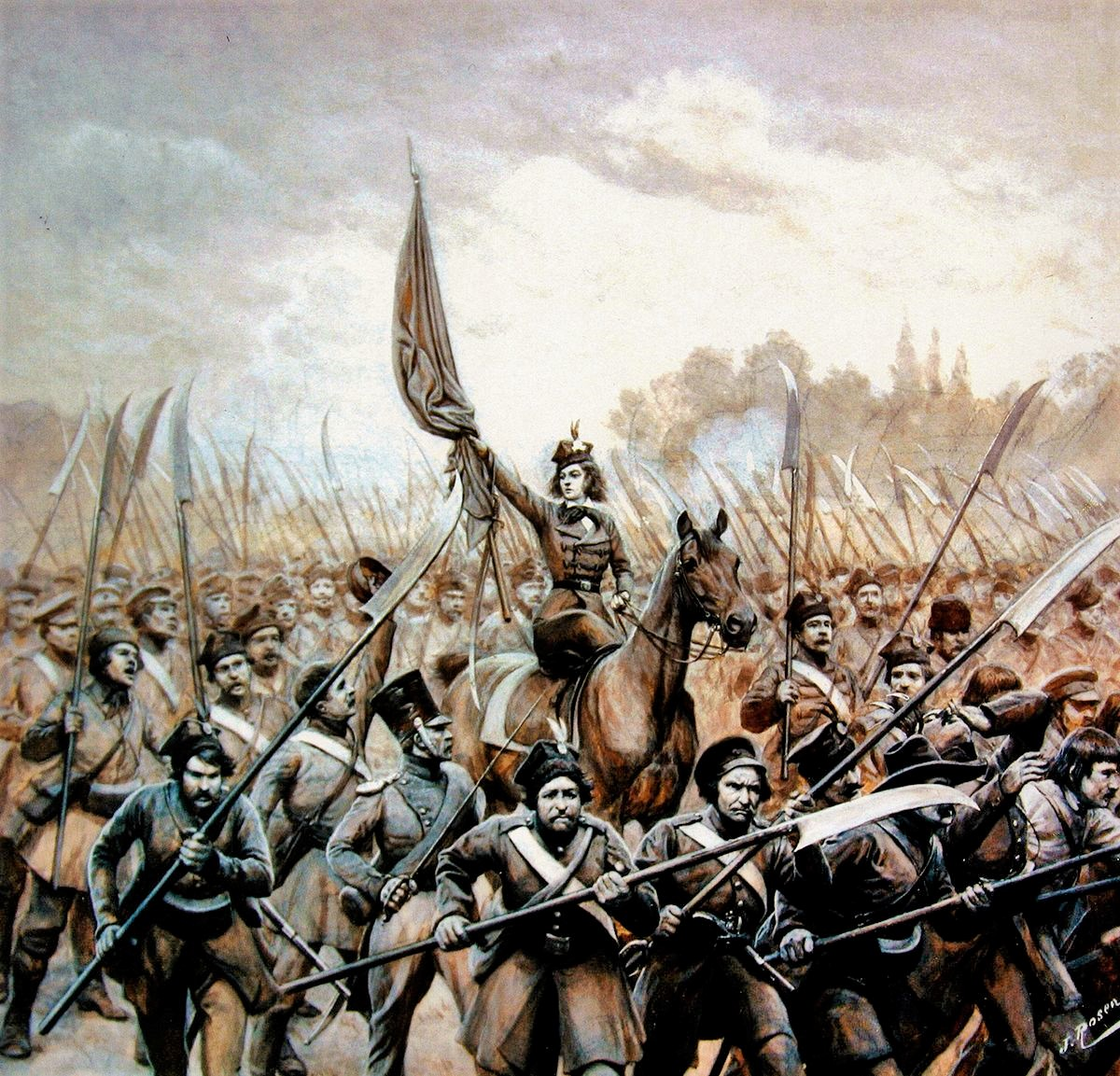
Emilia Plater leidt Poolse soldaten tijdens de Novemberopstand tegen Rusland, 19e-eeuws schilderij

Het Revolutiejaar 1830 was de tweede revolutiegolf in Europa na de Franse Revolutie en het streven naar de oprichting van constitutionele monarchieën of volksmonarchieën.

## Aanleiding
De opstanden begonnen in Frankrijk nadat de autoritaire koning Karel X op 16 mei 1830 het parlement ontbond. Hij legde de pers aan banden en wijzigde zonder inspraak het Charter van 1814. Wat volgde is de Julirevolutie ofwel les Trois Glorieuses.

## Verspreiding over Europa
De vonk sloeg over naar het Verenigd Koninkrijk der Nederlanden en in augustus brak de Belgische Revolutie uit. In Zwitserland eiste men een nieuwe grondwet, op de Ustertag-bijeenkomst. In november brak in Polen de Novemberopstand uit tegen de Russische bezetting. Het jaar erop werden in Italië de Verenigde Italiaanse Provincies uitgeroepen.

## Gevolgen
In Frankrijk werd Karel X afgezet en vervangen door de burgerkoning Lodewijk Filips, het begin van de constitutionele Julimonarchie. België werd onafhankelijk met Leopold I als nieuwe koning en Zwitserland kreeg een nieuwe grondwet.
De opstand in Polen mislukte. Oostenrijk herstelde de orde in Italië en rebellenleider Ciro Menotti werd geëxecuteerd.